# This Island Earth
This Island Earth, que en España se tituló "Regreso a la Tierra", es una película de ciencia ficción estadounidense de 1955 producida por William Alland, dirigida por Joseph M. Newman y Jack Arnold, y protagonizada por Jeff Morrow, Faith Domergue y Rex Reason. Se basa en la novela de 1952 del mismo nombre de Raymond F. Jones. La película, distribuida por Universal-International, se estrenó en 1955 en sesión doble junto a Abbott y Costello encuentran a La Momia .
Tras el lanzamiento inicial, la película fue elogiada por los críticos, quienes citaron los efectos especiales, un guion bien escrito y el deslumbrante Technicolor como sus principales activos. En 1996, fue reeditada y satirizada en Mystery Science Theatre 3000: The Movie, un spin-off de la popular serie de televisión Mystery Science Theatre 3000.
La novela de 1952 de Jones se serializó originalmente en la revista de ciencia ficción Thrilling Wonder Stories como tres novelas cortas relacionadas: "The Alien Machine" ("La máquina alien", junio de 1949), "The Shroud of Secrecy" ("La mortaja del secreto", diciembre de 1949) y "The Greater Conflict" ("El gran conflicto", febrero de 1950). Jones había tomado el título de la novela de una línea del poema de Robert Graves, "Darien" ("Es el privilegio y el destino de un poeta / Enamorarse de la única Musa / Que atormenta de diversas formas esta isla tierra". )

## Trama
El Dr. Cal Meacham está volando a su laboratorio en un Lockheed T-33 Shooting Star prestado. Justo antes de aterrizar, el motor del avión falla, pero un misterioso resplandor verde que rodea su avión lo salva de estrellarse.
En el laboratorio hay un sustituto inusual para los condensadores electrónicos que había pedido. En cambio, descubre instrucciones y partes para construir un dispositivo complejo llamado "interocitor". Ni Meacham ni su asistente, Joe Wilson, han oído hablar de tal dispositivo, pero inmediatamente comienzan su construcción. Cuando terminan, un hombre misterioso llamado Exeter aparece en la pantalla del interocitor y le informa a Meacham que ha pasado una prueba. Su habilidad para construir el intercitor demuestra que tiene el talento suficiente para ser parte del proyecto de investigación especial de Exeter.
Intrigado, Meacham es recogido en el aeropuerto envuelto en niebla por un avión Douglas DC-3 no tripulado, controlado por computadora y sin ventanas. Al aterrizar en un área remota de Georgia, se encuentra con un grupo internacional de los mejores científicos atómicos que ya están presentes, incluido un antiguo amor, la Dra. Ruth Adams. Cal está confundido por el hecho de que Ruth no lo reconoció y sospecha de Exeter, de su asistente Brack y de los otros hombres de aspecto extraño que lideran el proyecto.
Cal y Ruth huyen con un tercer científico, Steve Carlson, pero su auto es atacado y Carlson muere. Cuando despegan en un avión monomotor Stinson 108, Cal y Ruth observan cómo se incineran las instalaciones de investigación y todos sus habitantes. Luego, un rayo verde brillante eleva su avión hasta introducirlo en un Ovni. Exeter explica que él y sus hombres son del planeta Metaluna y están en guerra con los Zagons. Se defienden de los ataques de Zagon con un campo de energía planetario, pero se están quedando sin uranio para mantenerlo operativo. Han reclutado humanos en un esfuerzo por transmutar el plomo en uranio, pero ahora se les acaba el tiempo. Exeter lleva a ambos terrícolas a Metaluna, sellándolos en tubos acondicionadores para normalizar las diferencias de presión entre los planetas.
Aterrizan a salvo en Metaluna, pero el planeta está siendo bombardeado por naves espaciales Zagon que guían meteoritos en llamas como armas contra ellos. La "capa de ionización" defensiva está fallando y la batalla está entrando en su etapa final. El líder de Metaluna, el Monitor, revela que los metalunanos tienen la intención de huir a la Tierra. Insiste en que Meacham y Adams sean sometidos a una Cámara de Transferencia de Pensamiento para subyugar su libre albedrío. Además, indica que este será el destino del resto de la humanidad después de la reubicación de los Metalunanos. Exeter cree que esto es inmoral y equivocado.
Antes de que la pareja pueda ser enviada al dispositivo, Exeter los ayuda a escapar. Exeter es gravemente herido por un guardia mutante mientras él, Cal y Ruth huyen de Metaluna en el platillo. La capa de ionización del planeta se vuelve totalmente ineficaz cuando se van. Bajo el constante bombardeo de Zagon, Metaluna comienza a calentarse y se convierte en un "sol radiactivo" sin vida. El guardia mutante también ha abordado el platillo y ataca a Ruth, pero muere como resultado de las diferencias de la barrera de presión en el camino de regreso a la Tierra.
Cuando ingresan a la atmósfera terrestre, Exeter envía a Cal y Ruth lejos en su avión Stinson y se niega a unirse a ellos. Exeter se está muriendo y la energía de la nave está casi agotada. El platillo vuela sobre el océano, acelera rápidamente hasta que queda encerrado en una bola de fuego y se estrella contra el agua donde explota.

### Aviones que aparecen
- Lockheed T-33 Shooting Star caza a reacción
- Douglas DC-3 avión de pasajeros bimotor a hélice, muy usado en todo el mundo y todavía activo, aparece en muchas películas.
- Stinson 108 avioneta

## Elenco
- Jeff Morrow como Exeter
- Faith Domergue como Ruth Adams
- Rex Razón como Cal Meacham
- Lance Fuller como Brack
- Russel Johnson como Steve Carlson
- Douglas Spencer como el monitor
- Robert Nichols como Joe Wilson
- Orangey como Neutrón el gato

## Producción

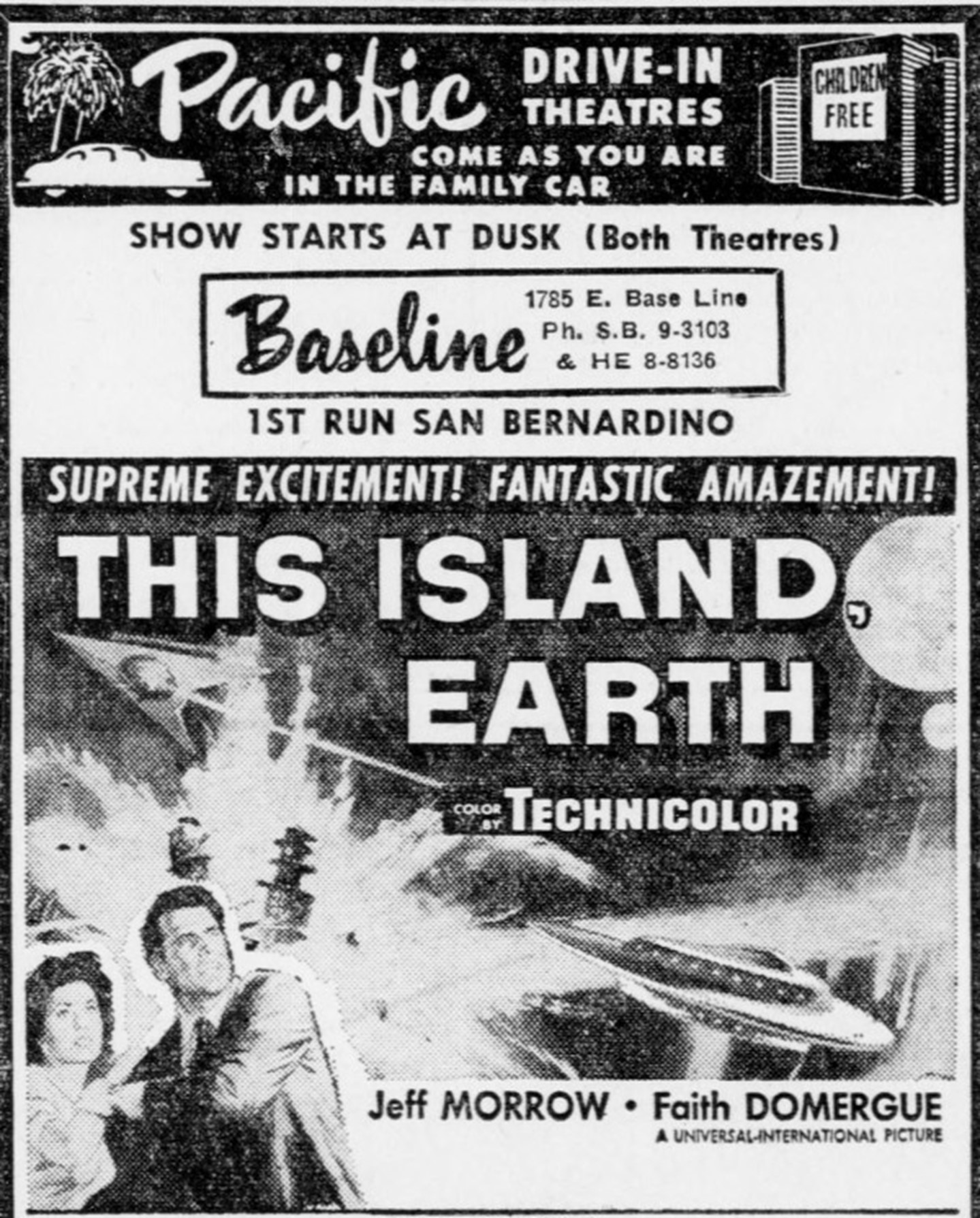
Anuncio de autocine de 1955.

La filmación principal de This Island Earth se llevó a cabo del 30 de enero al 22 de marzo de 1954. La localización se efectuó en Monte Wilson, California. La mayor parte de la secuencia de Metaluna fue dirigida por Jack Arnold; Aparentemente, la oficina principal no estaba satisfecha con el metraje que Newman filmó y Arnold lo rehizo, quien, a diferencia de Newman, tenía varias películas de ciencia ficción en su haber.
La mayoría de los efectos de sonido, la nave, el interocitor, etc. son simplemente grabaciones de transmisiones de radioteletipo captadas en una radio de onda corta a diferentes velocidades. En un artículo de revista, el departamento de efectos especiales admitió que el traje del "mutante" originalmente tenía piernas que hacían juego con la parte superior del cuerpo, pero tuvieron tantos problemas para que las piernas se vieran y funcionaran correctamente que se vieron obligados por la fecha límite del estudio a simplificar el mutante, por lo que lleva unos pantalones. Los carteles de la película de la Universal International muestran al mutante como se suponía que debía aparecer.
Este título fue una de las pocas películas de "pantalla panorámica plana" que se filmó directamente en la matriz Technicolor. Este proceso de impresión de 35 milímetros especialmente encargado tenía como objetivo mantener la calidad de impresión lo más alta posible, así como proteger el negativo de la película. Otra película de Universal que también recibió el tratamiento directo a matriz fue Escrito sobre el viento.

## Recepción

### Taquillas
Regreso a la Tierra se estrenó en junio de 1955, y a final de ese año había recaudado por alquiler 1.700.000USD en la distribución doméstica (Estados Unidos y Canadá), alcanzando el puesto 74 entre las más taquilleras de ese año.

### Respuesta de la crítica
Una reseña en el The New York Times Howard Thompson declaró: "Los efectos técnicos de This Island Earth, la primera incursión en color a la ciencia ficción de Universal, es tan superlativamente extraña y hermosa que se le pueden excusar, si no pasar por alto, algunas deficiencias graves". "Whit" en la revista Variety escribió: "Los efectos especiales del tipo más realista compiten con la historia y las caracterizaciones para capturar el interés en este emocionante film de ciencia ficción, una de las entradas más imaginativas, fantásticas e ingeniosamente concebidas hasta la fecha en el campo del espacio exterior". Philip K. Scheuer de Los Angeles Times también fue positivo, calificándolo como "una de las más fascinantes —y aterradoras— películas de ciencia ficción que nos trasladarán al espacio exterior... La cámara y los efectos deben llevarse los mayores laureles por hacer que estas maravillas sean visibles y audibles, en un impresionante Technicolor y con una banda sonora que es tan estresante como espeluznante". El Monthly Film Bulletin fue menos positivo y escribió: "Frente a las maravillas del espacio, las reacciones del hombre resultan, como de costumbre, terriblemente limitadas. El diálogo, especialmente en el romance fingido entre los doctores Meacham y Adams, permanece resueltamente terrenal, mientras que el final es simplemente una variación espacial de una trama convencional. Joseph Newman ha hecho todo lo posible para que sus personajes sean tan intrigantes como sus efectos especiales, pero no tienen ni la altura ni la expresión".
Desde su lanzamiento original, la respuesta crítica a la película ha seguido siendo mayoritariamente positiva. Bill Warren ha escrito que la película fue "la mejor y más importante película de ciencia ficción de 1955 ... [sigue] siendo un ejemplo decente y competente de la producción de ciencia ficción de cualquier época". En The Aurum Film Encyclopedia: Science Fiction de Phil Hardy, la película fue descrita como "un space ópera de pura sangre completa, con guerra interplanetaria y monstruos con ojos saltones... la space ópera de la película tiene una cualidad onírica y una dimensión moral que hace la situación dramática mucho más interesante". Danny Peary sintió que la película era "ciencia ficción colorida, imaginativa y repleta de artilugios". En el sitio web del agregador de reseñas de películas Rotten Tomatoes, la película tiene una puntuación del 71%, según 14 reseñas. Greater Milwaukee Today lo describió como "una película espantosa".

## En la cultura popular
- El diseño del Líder de Metaluna ha demostrado ser un aspecto icónico para un extraterrestre; influyendo incluso en el diseño de H. R. Giger para los Xenomorfos en la franquicia Alien. Esto ha llevado a que el diseño se utilice en varios homenajes, así como el propio líder de Metaluna apareciendo en varias piezas de cine, televisión, juegos y otras formas de cultura pop.
- Castle Films lanzó una película de 9 a 12 minutos (dependiendo de la velocidad del proyector) en película de 8mm, retitulada War of the Planets, para su uso en películas caseras, en 1961.
- En el film Exploradores de 1985, una de las películas que ve Ben (interpretado por Ethan Hawke) es Regreso a la Tierra. En ambas películas el personaje construye un dispositivo con la ayuda de un extraterrestre para que puedan encontrarse.
- Un breve homenaje a Regreso a la Tierra se ve en E.T., el extraterrestre (1982). ET enciende el televisor durante una emisión de la película, en la escena en la que Cal y Ruth están siendo secuestrados por los extraterrestres, y Cal dice "¡Nos están subiendo!".
- Un segmento de la serie de televisión Wonder Woman (temporada 2, episodio 10, 1977) utiliza imágenes de la batalla espacial de la película. El planeta alienígena que se muestra también es material reciclado de Regreso a la Tierra.
- El álbum Happy Together (1987) del grupo de canto a capela The Nylons incluía una pista titulada "This Island Earth".[14]
- El videojuego Zak McKracken and the Alien Mindbenders (1988) contiene referencias clave a la película, como extraterrestres de cabeza grande disfrazados de humanos, comunicaciones a través de teleconferencias interestelares y un avión que es subido a un platillo volador.
- El cuarto álbum de la banda de shock rock metal Gwar, This Toilet Earth (1994), y su cortometraje Skulhedface, contienen numerosas referencias a Regreso a la Tierra, incluido el título, un extraterrestre con un cerebro de gran tamaño que se hace pasar por humano y comunicación entre extraterrestres utilizando un dispositivo de teleconferencia interestelar.
- La banda de punk rock de Nueva Jersey The Misfits incluyó una canción tributo titulada This Island Earth en su álbum American Psycho (1997).
- El alienígena Orbitron, el Hombre de Urano, de la línea de juguetes de la década de 1960 "The Outer Space Men", también conocido como Colorform Aliens, está basado en el Mutante.
- Un fan de Regreso a la Tierra, «Weird Al» Yankovic, ha presentado al interocitor tanto en su película UHF (1989) como en el video musical de "Dare to Be Stupid".
- El Mutante Metaluna es uno de los muchos monstruos alienígenas cautivos en el Área 52 en Looney Tunes: Back in Action. Más tarde, fue uno de los extraterrestres liberados por Marvin el Marciano para que pudiera evitar que los personajes principales tomaran la carta "Reina de diamantes".
- El artista pop experimental Eric Millikin creó un gran retrato en mosaico del mutante de Metaluna con dulces de Halloween y arañas como parte de su serie "Totally Sweet" en 2013.[15]
- Regreso a la Tierra es la película dentro de la película en Mystery Science Theatre 3000: The Movie (o MST3K: The Movie). Para mantener un tiempo de ejecución de 73 minutos y acomodar varios "segmentos base", Regreso a la Tierra se redujo unos 20 minutos. Michael J. Nelson dijo que eligió burlarse de Regreso a la Tierra porque, en su opinión, "realmente no pasa nada" y "viola todas las reglas del drama clásico". Kevin Murphy agregó que la película tenía muchos elementos que le gustaban al equipo de redacción, como "Un héroe que es un científico blanco de barbilla grande con voz profunda. Un compañero gusano. Extraterrestres de frente enorme que nadie puede entender que son extraterrestres – simplemente hay 'algo diferente en ellos'. Y un par de monstruos de goma que mueren solos sin que el héroe haga nada".[16]
- En el episodio "Bad Bob" de ReBoot, un binomio pregunta si el accidente automovilístico de Bob se debe a un problema con su intercitor.

## Medios domésticos
Shout Factory lanzó la película en Blu-ray con un nuevo escaneo 4K a partir del interpositivo en dos relaciones de aspecto diferentes: 1.85: 1 y 1.37: 1. La versión 1.37:1 está disponible para vistas de alquiler en YouTube.